# Louis Le Gros
Louis Le Gros, né le 31 décembre 1893 à Gorée (Sénégal) et mort le 10 septembre 1969 à Nice (Alpes-Maritimes), est un homme politique franco-sénégalais.

## Biographie
Il est élu au Conseil de la République.
En 1946, il devient maire de la ville de Saint-Louis au Sénégal.
Entre 1952 et 1958, il est sénateur en France, représentant le département du Sénégal sous l'étiquette politique des Indépendants d'Outre-Mer.
Il est nommé secrétaire du Conseil de la République les 7 juillet et 6 octobre 1955,.